# Peter Brabrook
Peter Brabrook (Greenwich, 8 de novembro de 1937 - 10 de dezembro de 2016) foi um futebolista inglês que fez cerca de 500 jogos na carreira, jogando por Chelsea, West Ham e Leyton Oriente. Ele também jogou três vezes pela Seleção Inglesa.

## Carreira
Brabrook nasceu em Londres e iniciou sua carreira no Ford United. Ele então mudou-se para o Chelsea, fazendo sua estréia durante a temporada 1954-1955, durante o qual o clube venceu o campeonato da Primeira Divisão, embora ele só tenha feito três aparições. Ele se estabeleceu no time principal do Chelsea nos anos seguintes, fazendo 271 jogos e marcando 57 gols em todas as competições. Pouco depois de Tommy Docherty ter assumido o cargo de treinador, Brabrook assinou pelo West Ham United em 1962 por £35.000.
Ao lado de jogadores como Bobby Moore, Martin Peters e Geoff Hurst, Brabrook venceu a FA Cup e a Taça dos Clubes Vencedores de Taças com o clube.
Ele se aposentou depois de uma passagem pelo Leyton Orient e pelo Romford. Ele retornou ao West Ham para assumir um papel em sua academia, ajudando a desenvolver jogadores como Frank Lampard, Joe Cole e Michael Carrick.
Ele foi internacional por três vezes pela Inglaterra, incluindo um jogo contra a URSS na Copa do Mundo de 1958.
Brabrook morreu em 10 de dezembro de 2016, aos 79 anos.